# Cyncynopol
Cyncynopol – część wsi Dyle w Polsce położona w województwie lubelskim, w powiecie biłgorajskim, w gminie Biłgoraj.
W latach 1975–1998 miejscowość należała administracyjnie do województwa zamojskiego.
Wierni Kościoła rzymskokatolickiego należą do parafii św. Jadwigi Śląskiej w Hedwiżynie.

## Historia
Cyncynopol, część wsi Dyle, dawna wieś w powiecie zamojskim, gminie Biłgoraj. W roku 1786 wieś zwana była jako Cecynopol. W spisie z roku 1827 ujęta jako „Cecynopól”, jako „Cencynopol” występuje w spisie powszechnym z roku 1921.

## Szlaki turystyczne
- Szlak Białej Łady
- Szlak Wzgórze Polak – Pogranicze Regionów
- szlak łącznikowy Hedwiżyn Cyncynopol/Lipowiec